# Live at the BBC (álbum de Slade)
Live at the BBC es un álbum recopilatorio/en vivo de la banda británica Slade. El primer disco contiene varias canciones grabadas para las sesiones BBC entre 1969 hasta 1972 y Radio 1 en 1973 y 1974, mientras que el segundo disco incluye interprtaciones en vivo en el Paris Theatre de la ciudad de Londres, en agosto de 1972.
Dave Simpson de The Guardian le dio cuatro estrellas de cinco y lo calificó como un «regalo».

## Lista de canciones
| Disc 1 - Studio Sessions |                                            |                                        |          |  |
| N.º                      | Título                                     | Escritor(es)                           | Duración |  |
| 1.                       | «Coming Home»                              | Eric Clapton, Bonnie Bramlett          |          |  |
| 2.                       | «The Shape Of Things To Come»              | Barry Mann, Cynthia Weil               |          |  |
| 3.                       | «See Us Here»                              | Noddy Holder, Jim Lea, Don Powell      |          |  |
| 4.                       | «Know Who You Are»                         | Holder, Lea, Powell, Dave Hill         |          |  |
| 5.                       | «My Life Is Natural»                       | Holder                                 |          |  |
| 6.                       | «Coloured Rain»                            | Steve Winwood, Chris Wood, Jim Capaldi |          |  |
| 7.                       | «Man Who Speeks Evil»                      | Lea, Powell                            |          |  |
| 8.                       | «Move Over»                                | Janis Joplin                           |          |  |
| 9.                       | «Omaha»                                    | Skip Spence                            |          |  |
| 10.                      | «Sweet Box»                                | Lea, Powell                            |          |  |
| 11.                      | «Nights In White Satin»                    | Justin Hayward                         |          |  |
| 12.                      | «It's Alright Ma, It's Only Witchcraft»    | Ashley Hutchings, Richard Thompson     |          |  |
| 13.                      | «Raven»                                    | Holder, Lea, Powell                    |          |  |
| 14.                      | «Gudbuy Gudbuy»                            | Holder, Lea                            |          |  |
| 15.                      | «Getting Better»                           | John Lennon, Paul McCartney            |          |  |
| 16.                      | «Darling Be Home Soon»                     | John Sebastian                         |          |  |
| 17.                      | «Let The Good Times Roll»                  | Leonard Lee                            |          |  |
| 18.                      | «Dirty Joker»                              | Lea, Powell                            |          |  |
| 19.                      | «Get Down and Get With It»                 | Bobby Marchan                          |          |  |
| 20.                      | «Wild Winds Are Blowing»                   | Jack Winsley, Bob Saker                |          |  |
| 21.                      | «"Radio 1, where the best music's on"»     | Holder, Lea                            |          |  |
| 22.                      | «"Everyday the sounds we play on Radio 1"» | Holder, Lea                            |          |  |
| 23.                      | «"This is Radio 1, we're all having fun"»  | Holder, Lea                            |          |  |
| 24.                      | «"We're Slade!"»                           | -                                      |          |  |

| Disc 2 - Live At The Paris Theatre, London, 17 de agosto de 1972 |                                |                                   |          |  |
| N.º                                                              | Título                         | Escritor(es)                      | Duración |  |
| 1.                                                               | «Introduction»                 | –                                 |          |  |
| 2.                                                               | «Hear Me Calling»              | Alvin Lee                         |          |  |
| 3.                                                               | «In Like A Shot (From My Gun)» | Holder, Lea, Powell               |          |  |
| 4.                                                               | «Look Wot You Dun»             | Holder, Lea, Powell               |          |  |
| 5.                                                               | «Keep On Rocking»              | Holder, Lea, Powell, Hill         |          |  |
| 6.                                                               | «Move Over»                    | Joplin                            |          |  |
| 7.                                                               | «Mama Weer All Crazee Now»     | Holder, Lea                       |          |  |
| 8.                                                               | «Lady Be Good»                 | George Gershwin, Ira Gershwin     |          |  |
| 9.                                                               | «Coz I Luv You»                | Holder, Lea                       |          |  |
| 10.                                                              | «Take Me Back 'Ome»            | Holder, Lea                       |          |  |
| 11.                                                              | «Get Down and Get With It»     | Marchan                           |          |  |
| 12.                                                              | «Good Golly Miss Molly»        | Robert Blackwell, John Marascalco |          |  |

- Fuente:[5]

## Personal
- Noddy Holder – voz, guitarra
- Jim Lea – voz, bajo, violín
- Dave Hill – voz, guitarra principal
- Don Powell – batería